# Netxàiev
Netxàiev (en rus: Нечаев) és un poble (un possiólok) de l'óblast de Kursk, a Rússia, segons el cens del 2010 tenia 6 habitants.